# Lynn Jenkins

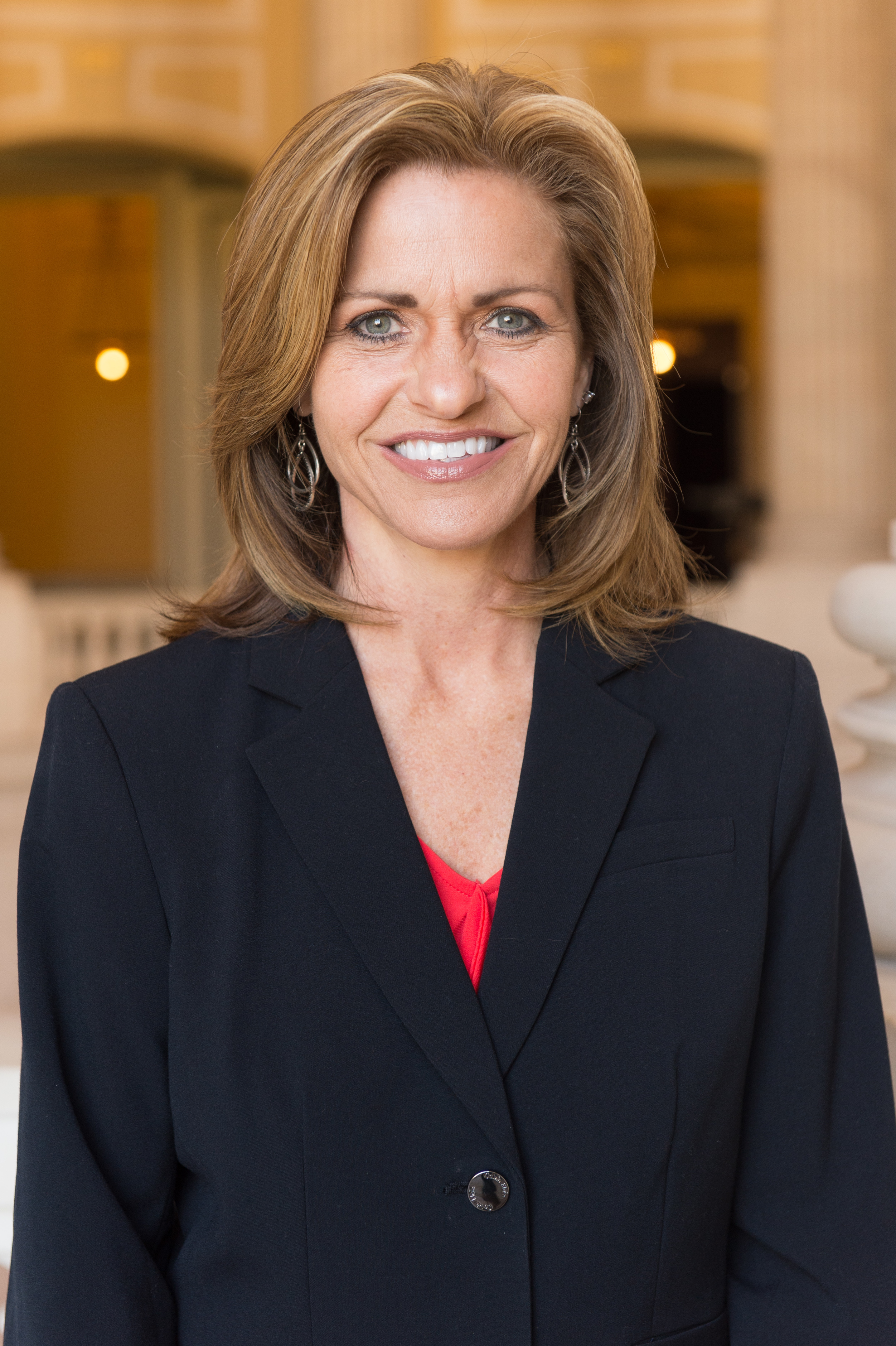
Lynn Jenkins (2016)

Lynn Jenkins (* 10. Juni 1963 in Topeka, Kansas) ist eine US-amerikanische Politikerin. Von Januar 2009 bis Januar 2019 vertrat sie den zweiten Wahlbezirk des Bundesstaates Kansas im Repräsentantenhaus der Vereinigten Staaten.

## Werdegang
Nancy Jenkins wuchs auf einer Milchfarm im Jackson County auf und besuchte die öffentlichen Schulen ihrer Heimat. Später absolvierte sie die Kansas State University und im Jahr 1985 die Weber State University in Ogden (Utah).
Jenkins wurde Mitglied der Republikanischen Partei. Zwischen 1999 und 2001 war sie Abgeordnete im Repräsentantenhaus von Kansas und von 2001 bis 2003 gehörte sie dem Staatssenat an. Zwischen 2003 und 2008 war sie als Nachfolgerin von Tim Shallenburger State Treasurer von Kansas. Zeitweise war sie Vorsitzende der Vereinigung der Finanzminister aller US-Bundesstaaten.
Bei den Kongresswahlen 2008 wurde Jenkins im zweiten Distrikt von Kansas in das US-Repräsentantenhaus in Washington gewählt. Dort trat sie am 3. Januar 2009 die Nachfolge von Nancy Boyda von der Demokratischen Partei an, die sie zuvor besiegt hatte. Im Kongress ist bzw. war sie Mitglied im Finanzausschuss und zweier Unterausschüsse. Später wurde sie auch in das Committee on Ways and Means berufen. Nach vier Wiederwahlen in den Jahren 2010, 2012, 2014 und 2016 konnte sie ihr Mandat bis zum 3. Januar 2019 ausüben. 2018 verzichtete sie auf eine erneute Kandidatur.
Lynn Jenkins war bis zu ihrer Scheidung im Jahr 2009 mit Scott Jenkins verheiratet. Aus dieser Ehe stammen zwei Kinder. Privat lebt sie in Topeka.